# هانترس (کشتی)
هانترس (کشتی) (به انگلیسی: Huntress (ship)) یک کشتی است.